# Aesthetica
Aesthetica Magazine est un magazine international d'art et de culture, fondé en 2002.
Publié bimensuellement, il couvre l'art contemporain du monde entier à travers les arts visuels, la photographie, l'architecture, la mode et le design. Il a un lectorat de plus de 500 000 lecteurs et une diffusion nationale et internationale.

## Histoire
Aesthetica est fondé en 2002 par Cherie Federico et Dale Donley, alors qu'ils étaient étudiants à l'Université York St John.
Aesthetica comprend des articles sur l'art, le design, l'architecture, la mode, le cinéma et la musique, mettant en évidence de nouvelles expositions remarquables à travers le monde et présentant la photographie contemporaine, aussi bien des praticiens émergents qu'établis. La publication couvre le travail d'artistes de premier plan tels que Steve McQueen, Martin Creed, Ai Weiwei, Jenny Holzer, Alex Prager, Stephen Shore, Joel Meyerowitz, Cindy Sherman, Vivianne Sassen; entre autres.